# John Laurie
John Paton Laurie, född 25 mars 1897 i Dumfries i Skottland, död 23 juni 1980 i Chalfont St Peter i England, var en brittisk (skotsk) skådespelare.
Han är mest ihågkommen för sin roll som menige James Frazer i komediserien Krutgubbar, men hade uppträtt i en mängd filmer regisserade av bland andra Alfred Hitchcock, Michael Powell och Laurence Olivier. Han var även teaterskådespelare, framför allt i Shakespeareuppsättningar.

## Filmografi i urval
- 1930 – Juno och påfågeln
- 1935 – De 39 stegen
- 1937 – I havets famn
- 1939 – De 4 fjädrarna
- 1943 – Det började i Berlin
- 1944 – Henrik V
- 1944 – Ödets män
- 1945 – Det hände i Skottland
- 1945 – Caesar och Cleopatra
- 1948 – Hamlet
- 1950 – Skattkammarön
- 1950 – Madeleine
- 1951 – Pandora and the Flying Dutchman
- 1951 – Skratt i paradiset
- 1954 – Vad kvinnan vill
- 1954 – Djävulsflickan från Mars
- 1955 – Richard III
- 1960 – Kidnappad
- 1966 – Reptilen
- 1968–1977 – Krutgubbar (TV-serie) (80 avsnitt)
- 1971 – Dr Phibes – den fasansfulle
- 1971 – Krutgubbar
- 1975 – En av våra dinosaurier saknas
- 1979 – Fången på Zenda